# Sketches
Sketches ist ein Jazzalbum von Karl Berger, Max Johnson und Billy Mintz. Die am 15. Januar 2017 in den Tedesco Studios in Paramus, New Jersey, entstandenen Aufnahmen erschienen 2022 auf Fresh Sound Records.

## Hintergrund
Nachdem er noch bis 2013 im New Yorker Veranstaltungsort The Stone immer wieder mit einem großformatigen Orchester aufgetreten war, arbeitete Karl Berger Mitte der 2010er-Jahre meist in Duo- und Trio-Aufnahmeprojekten mit Ivo Perelman (Reverie), Kirk Knuffke (Moon), Jason Kao Hwang (Conjure) sowie mit Ivo Perelman/Gerald Cleaver (The Art of the Improv Trio, Volume 1) und wirkte 2017 mit Knuffke bei Jacques Thollots Album Thollot in Extenso mit. Im selben Jahr nahm er mit dem Bassisten Max Johnson und dem Schlagzeuger Billy Mintz das Trioalbum Sketches auf. Neben Eigenkompositionen der Beteiligten enthält das Album Charlie Hadens „Ginger Blues“ (ein Stück vom Album Going Back Home, das Haden mit Bill Frisell und Ginger Baker aufgenommen hatte) und den Traditional „Black Eyed Suzy“, der ab Mitte der 1920er-Jahre – u. a. durch Aufnahmen von Fiddlin’ Doc Roberts – zu einem Standard der Old-Time Music im gesamten Süden und Mittleren Westen der USA wurde.

## Titelliste
- Karl Berger, Max Johnson, Billy Mintz: Sketches ()[3]

1. Why the Moon is Blue (Karl Berger) 5:08
2. Presently (Karl Berger) 7:50
3. Ginger Blues (Charlie Haden) 7:54
4. Flight (Billy Mintz) 7:10
5. Debt (Max Johnson) 4:26
6. Black Eyed Suzie (Traditional) 7:25
7. Sketches (Max Johnson) 5:11

## Rezeption
Nach Ansicht von Mike Jurkovic, der das Album in All About Jazz rezensierte, durchdringt ein „exquisit schmackhafter Sinn für Tanz“ die gesellige Musik, die Bassist Max Johnson mit Berger und Mintz auf Sketches präsentierte. Es sei die überschwängliche Elastizität, die das Herz von Sketches ausmache. Dies geschehe auch bei der mitreißenden Heiterkeit von „Black Eyed Suzie“, einem Bluegrass-Standard von 1924, der seinen Tag mit Pete Seeger, Oscar Brand, Doc Watson und vielen anderen hatte, aber nie ganz auf diese Weise. Bergers Vibraphon lasse die Brisen wehen und wirbeln, während Mintz und Johnson flattern und den Groove vorantreiben. Auch Bergers „Presently“, eine bittere und doch witzige Übung, durchlaufe eine Vielzahl von Stimmungen und Impulsen. „Sketches“, sowohl als elliptische Ballade als auch als ganzes Album, verleihe der Tatsache Glaubwürdigkeit, dass es nie schadet, zurückzugehen und sich anzuhören, was man vielleicht verpasst hat.